# Taiki Miyabe
Taiki Miyabe (japanisch 宮部 大己 Miyabe Taiki; * 16. Oktober 1998 in der Präfektur Tokio) ist ein japanischer Fußballspieler.

## Karriere
Taiki Miyabe erlernte das Fußballspielen in der Schulmannschaft der Hōsei University Daini High School sowie in der Universitätsmannschaft der Hōsei-Universität. Von Oktober 2020 bis Saisonende wurde er von der Universität an den Matsumoto Yamaga FC ausgeliehen. Der Verein aus Matsumoto, einer Stadt in der Präfektur Nagano im Zentrum von Honshū, der Hauptinsel von Japan, spielte in der zweiten japanischen Liga, der J2 League. Nach Ende der Ausleihe wurde er von Matsumoto am 1. Februar 2021 fest unter Vertrag genommen. Sein Zweitligadebüt gab Taiki Miyabe am 21. April 2021 im Auswärtsspiel gegen den Ehime FC. Hier stand er in der Startelf und wurde nach der Halbzeitpause gegen Takayuki Mae ausgewechselt. Nach Ende der Saison 2021 belegte er mit dem Verein aus Matsumoto den letzten Tabellenplatz und musste in die dritte Liga absteigen.